# Agapanthia asphodeli
Agapanthia asphodeli — вид жуків-вусачів з підродини Ляміїн. Поширений в Європі, Північній Африці (Марокко, Туніс, Алжир) і Росії. Кормовими рослинами личинок є Asphodelus albus, Asphodelus albus subsp. villarsii, Asphodelus fistulosus, Asphodelus aestivus.